# Vast (Unternehmen)

Altes Logo bis Oktober 2024

Vast (Eigenschreibweise VAST; offiziell Vast Space) ist ein US-amerikanisches Raumfahrtunternehmen, das sich auf Technologien für die bemannte Raumfahrt und das Leben im Weltall konzentriert. Dabei steht die Entwicklung von Raumstationen mit künstlicher Gravitation im Fokus. Zudem produziert Vast den Raumschlepper Orbiter, der Nutzlasten im Weltall befördern soll. Das Unternehmen will frühestens 2026 die kommerzielle Raumstation Haven-1 in den Weltraum bringen.

## Geschichte

### Gründung
Das Unternehmen wurde 2021 in Berkeley, Kalifornien vom Programmierer Jed McCaleb gegründet. McCaleb hatte zuvor die Kryptobörse Mt. Gox, sowie die Bezahlsysteme für die Kryptowährung Ripple und Stellar programmiert. Als Mitglied des Verwaltungsrats von Firefly Aerospace hatte er zudem Erfahrung in der Raumfahrtbranche.
Im September 2022 gab das Unternehmen offiziell bekannt, es habe seine Aktivitäten begonnen. Der erste Unternehmenssitz, den Vast kurz nach der Gründung bezog, lag in El Segundo, Kalifornien und war 650 m² groß. Als Ziel wurde der Bau einer Raumstation mit künstlicher Gravitation benannt. Diese soll die Produktivität des Menschen im All steigern. Das Projekt wurde bei dem International Astronautical Congress 2022 vorgestellt.
Im Januar 2023 kündigte Vast an, seinen Unternehmenssitz nach Long Beach zu verlegen. Dort spielt die Raumfahrtindustrie eine große Rolle, da einige Raumfahrtunternehmen ihren Sitz am sogenannten „Space Beach“ (englisch „Weltraum-Strand“) haben. Das Unternehmen zog in zwei neue Gebäude in einem Industriekomplex um. Die Gebäude haben eine Gesamtfläche von über 10.000 m².

### Akquise vonLauncher Space
Am 21. Februar 2023 gab das Unternehmen bekannt, das Start-up-Unternehmen Launcher Space zu übernehmen. Dieses wurde 2017 gegründet und hatte den Raumschlepper Orbiter sowie ein Flüssigkeitsraketentriebwerk mit dem Namen E-2 entwickelt. Der Gründer des Start-ups, Max Haot, wurde zum President von Vast. Mit der Übernahme erhielt Vast 80 neue Mitarbeiter, neue Produktionsmöglichkeiten und -equipment, sowie die schon vorhandenen Produkte von Launcher. Während die Entwicklung E-2 und Orbiter weiterhin vorangetrieben wird, wurde die Trägerrakete Light verworfen. Zwei Starts des Raumschleppers Orbiter im Jahr 2023 scheiterten, da jeweils nach der Trennung des Raumfahrzeuges von der Trägerrakete die Orientierung nicht unter Kontrolle gebracht werden konnte. Dadurch wurden die Folgemissionen verschoben.

### Entwicklung einer kommerziellen Raumstation
Am 10. Mai 2023 kündigte Vast  den Start der Entwicklung der ersten Raumstation an. Zum Start der Haven-1 wurde ein Vertrag mit SpaceX abgeschlossen. Im Juli 2023 gab Vast an, dass SpaceX die Raumstation frühestens im August 2025 mit einer Falcon 9 in den Weltraum bringen würde. Außerdem soll SpaceX die erste bemannte Mission mit dem Namen Vast-1 durchführen. Die bemannte Raumkapsel soll ebenfalls mit einer Falcon 9 starten und bis zu 30 Tage im Orbit bleiben. SpaceX soll vier Crewmitglieder ausbilden.
Die NASA gab am 15. Juni bekannt, dass sie Vast für das Collaborations for Commercial Space Capabilities-2 (CCSC-2) Programm ausgewählt habe. Zusammen mit sechs weiteren Unternehmen soll Vast die kommerzielle und staatliche Raumfahrt in Zukunft verbessern. Vast ist dabei für die Entwicklung von Technologien für Mikrogravitation und künstliche Gravitation auf Raumstationen zuständig. Die  Unternehmen erhalten Unterstützung durch Expertise, Technologie und Daten.

## Produkte

### E-2
E-2 ist ein Flüssigkeitsraketentriebwerk, das von dem Start-up Launcher entwickelt wurde. Nach der Übernahme durch Vast gab man bekannt, weiter daran zu arbeiten. Das Triebwerk ist 3D-gedruckt und wird beim Raumschlepper Orbiter eingesetzt.

### Orbiter
Der Raumschlepper Orbiter wurde ebenfalls von Launcher entwickelt und dient zur Beförderung von Nutzlast. Er selbst hat eine Masse von etwa 200 kg und kann bis zu 400 kg an Nutzlast transportieren. Manöver kann er mit bis zu 500 m/s Delta v ausführen. Er wurde so entworfen, dass er mit möglichst vielen Trägerraketen kompatibel ist. Als Treibstoff wird ein Gemisch aus Ethan und Distickstoff.
Das Unternehmen stellte Orbiter im Juni 2021 vor. Er war ursprünglich für den Einsatz als dritte Stufe der Trägerrakete Light von Launcher geplant, die Pläne für eine solche Rakete wurden jedoch nach der Übernahme von Launcher durch Vast eingestellt. Die Weiterentwicklung des Orbiters wurde jedoch fortgesetzt. Die Inbetriebnahme des ersten Raumschleppers scheiterte nach Erreichen der Erdumlaufbahn mit einem Start am 3. Januar 2023. Der Orbiter konnte sich nicht richtig ausrichten, wodurch seine Solarzellen keinen Strom erzeugen konnten. Die zweite Mission SN3 startete am 12. Juni 2023 mit einer Falcon-9-Trägerrakete auf dem Rideshare-Flug Transporter-8. Diese scheiterte aufgrund einer ungeplanten Rotation des Raumfahrzeugs. Zwar konnte sich Orbiter von dem Trägersystem abkoppeln und Kontakt mit der Erde herstellen, jedoch konnten die Solarzellen abermals keinen Strom liefern. Die Nutzlast wurde frühzeitig abgeworfen, kurz bevor das Raumfahrzeug keine Energie mehr hatte. Das erneute Versagen von Orbiter zog eine Verschiebung der nächsten Missionen auf frühestens 2024[veraltet] nach sich.

## Geplante Raumstationen

### Haven-1
Haven-1 ist eine geplante kommerzielle Raumstation, die nach Angaben von SpaceX 2026 gestartet werden soll.

#### Aufbau
Die geplanten Abmessungen der Station betragen 3,8 m im Durchmesser und 10,1 m in der Höhe. Weiterhin soll sie eine Masse von etwa 14.000 kg haben und bis zu vier Personen aufnehmen können. Zunächst war geplant, die Station aus Edelstahl herzustellen, das Material erwies sich in der Praxis aber als zu schwer und aufwendig zu bearbeiten. Das Unternehmen gab an, sich daher im März 2024 für konventionelles Aluminium entschieden zu haben. Vast behauptete, dies habe auf das geplante Startdatum keine Auswirkungen. Das Antriebssystem von Haven-1 wird von Impulse Space entwickelt. Dieses soll aus Treibstofftanks, Flüssigkeitsleitungen, Ventilen, Sensoren, Steuerelektronik und -software sowie dem sogenannten saiph thruster des Unternehmens als Teil des Reaction Control System bestehen. Als Treibstoff soll ein Gemisch aus Distickstoffoxid und Ethan verwendet werden. Neben einer Kuppel zum Fotografieren und zur Beobachtung der Erde kündigte Vast an, die Station mit einem permanenten Internetzugang über das Wi-Fi der Station und persönliche Ruheräume auszustatten. Die Station soll für die Datenübertragung optischer Terminals von SpaceX verwenden und so mit dem Satellitennetzwerk Starlink kommunizieren können.

#### Missionsverlauf
Geplant ist, die Station frühestens August 2025 an Bord einer Falcon 9 von SpaceX in eine niedrige Erdumlaufbahn bringen zu lassen. Vast-1, die erste von mehreren Missionen zur Haven-1, soll eine Besatzung von vier Astronauten an Bord einer Crew Dragon für vierzig Tage zur Raumstation bringen.
Die Station könnte sich nicht über einen längeren Zeitraum selbst versorgen. Daher würde sie für Langzeitmissionen auf die Crew Dragon angewiesen sein, indem sie deren Lebenserhaltungssysteme nutzt. Mit dem Raumschiff soll die Station in der Lage sein, Missionen mit vier Besatzungsmitgliedern mit Kommunikationseinrichtungen, bis zu 1000 Watt Leistung, bis zu 150 kg Nutzlast und Möglichkeiten für Wissenschaft, Forschung und Produktion im Weltraum für bis zu 40 Tage zu unterstützen.
Einige Nutzlasten der Raumstation könnten auch ohne Astronauten in Betrieb bleiben.

### Weitere Konzepte
In Zukunft möchte Vast das erheblich größere Frachtvolumen der Rakete Starship von SpaceX in Anspruch nehmen, um eine Raumstation mit einem Durchmesser von sieben Metern in die Erdumlaufbahn zu befördern. Das Unternehmen kündigte an, diese Station mit künstlicher Gravitation auszustatten.
Das Unternehmen hat die Vision, in den 2030er Jahren Raumstationen mit bis zu 100 Meter Länge und künstlicher Schwerkraft zu betreiben.

## Bemannte Raumflüge

### Vast-1
Die Vast-1-Mission ist als erste Mission zur Raumstation Haven-1 vorgesehen. Geplant ist, dass vier Crewmitglieder auf einer Crew Dragon von SpaceX zum Raumschiff gebracht werden. Der Aufenthalt soll etwa 30 Tage dauern, da die Crew Dragon, die Raumstation so lange mit ihren Lebenserhaltungssystemen versorgen kann. Der Start soll kurz nach dem der Haven-1 erfolgen. Die Mitglieder der Crew werden durch Vast rekrutiert und von SpaceX ausgebildet. Weiterhin soll SpaceX die Ausstattung der Crew, zum Beispiel mit den Raumanzügen des Unternehmens, übernehmen.

### Flüge zur ISS
Vast gab im Februar 2024 an, jeweils für die fünfte und sechste sogenannte Private Astronaut Mission (PAM) ein Angebot abgeben zu wollen. Die NASA bietet diese Fluggelegenheiten privaten Unternehmen an, die zur Internationalen Raumstation (ISS) fliegen wollen, um Weltraumtouristen oder Angehörigen nationaler Raumfahrtagenturen Aufenthalte von wenigen Tagen zu ermöglichen. Die NASA hat die ersten vier PAM-Flüge an Axiom Space vergeben, dabei war das Unternehmen bei drei dieser Ausschreibungen der einzige Bieter gewesen. Im Februar 2024 hatte Axiom Space bereits drei Flüge erfolgreich beendet, die Firma hat ebenfalls Pläne, eine private Raumstation zu betreiben. Vast gab an durch die Flüge zur ISS Erfahrung für den Betrieb einer kommerziellen Raumstation sammeln zu wollen.